# Rolf Blau
Rolf Blau, född 21 maj 1952, är en inte längre aktiv tysk fotbollsspelare.
Blau spelade mellan 1971 och 1984 för olika fotbollsföreningar i Tyskland samt för Tysklands U21-herrlandslag och det tyska B-landslaget. Han genomförde 133 matcher i 2. Bundesliga samt 224 matcher i Bundesliga och sköt 62 mål.